# Ash-Shiraa
Ash-Shiraa (ou Al-Shiraa) (en arabe : الشراع ; La Voile en français) est un magazine hebdomadaire publié au Liban. C'est l'un des plus anciens magazines de ce pays.

## Histoire
Ash-Shiraa a été fondé en 1948. Qualifié d'anti-syrien, son bureau chef se trouve à Beyrouth.